# День Національної гвардії України
День Національної гвардії України — свято України. До 2000 року відзначалося щорічно 4 листопада у день прийняття Верховною Радою України 1991 року Закону України «Про Національну гвардію України».
Після перейменування Внутрішніх військ МВС України у Національну гвардію 2015 року відзначається 26 березня.  До 2015 року відзначалося як Де́нь вну́трішніх ві́йськ Міністе́рства вну́трішніх спра́в Украї́ни.  Приурочено до дня прийняття Верховною Радою України 1992 року Закону України «Про внутрішні війська Міністерства внутрішніх справ України»

## Історія свята
Свято було встановлено в Україні «…враховуючи заслуги Національної гвардії України у справі захисту суверенітету України, її територіальної цілісності, життя, законних прав і свобод громадян…» згідно з Указом Президента України «Про День Національної гвардії України» від 28 жовтня 1993 р. № 494/93 та скасовано, в зв'язку розформуванням Національної гвардії України, згідно з Указом Президента України «Про зміни та визнання такими, що втратили чинність, актів Президента України з питань діяльності Національної гвардії України» від 11 лютого 2000 р. № 228/2000.
Свято встановлено в Україні як День Внутрішніх військ України, «…враховуючи заслуги внутрішніх військ Міністерства внутрішніх справ України у справі охорони громадського порядку і боротьби  зі злочинністю, охорони важливих державних об'єктів…» згідно з Указом Президента України «Про День внутрішніх військ Міністерства внутрішніх справ України» від 26 березня 1996 р. № 216/96.
18 березня 2015 року Президентом України визнано цей указ таким, що втратив чинність. 
Повторно було запроваджено 18 березня 2015 року указом Президента України «Про День Національної гвардії України» «…враховуючи значення та роль Національної гвардії України у виконанні завдань із забезпечення державної безпеки та оборони держави, захисту та охорони життя, прав, свобод і законних інтересів громадян, суспільства і держави від злочинних та інших протиправних посягань, охорони громадського порядку».Натомість, свято 26 березня 2016 року перейменовано на День Національної гвардії України.

## Галерея

Надійний захист України
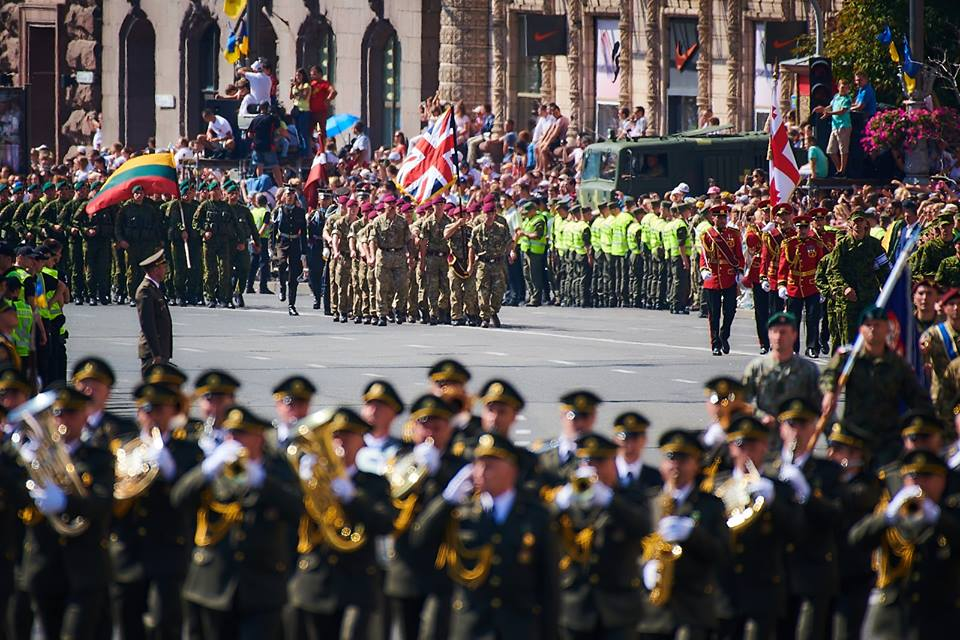
Національна гвардія на параді
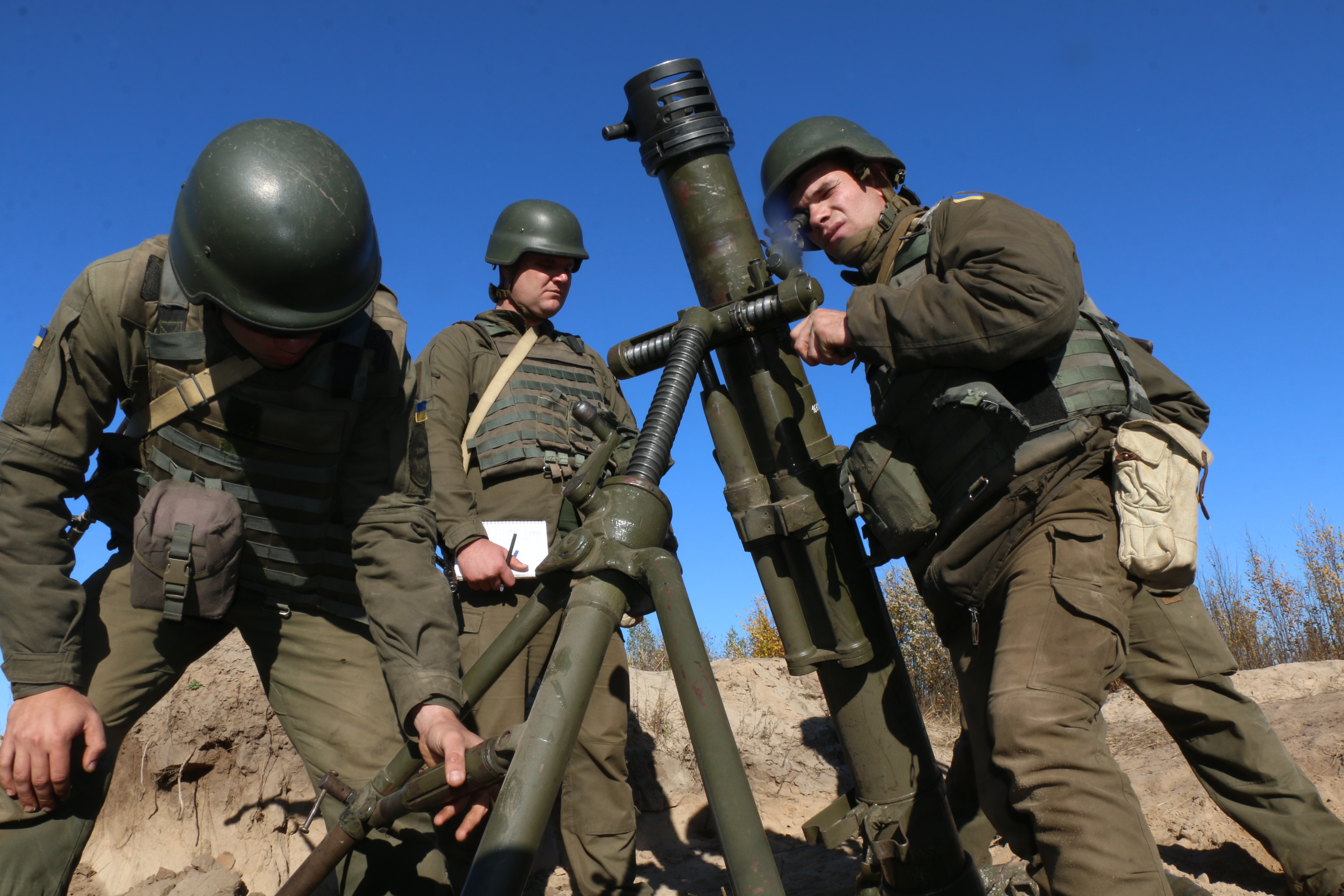
На бойових навчаннях
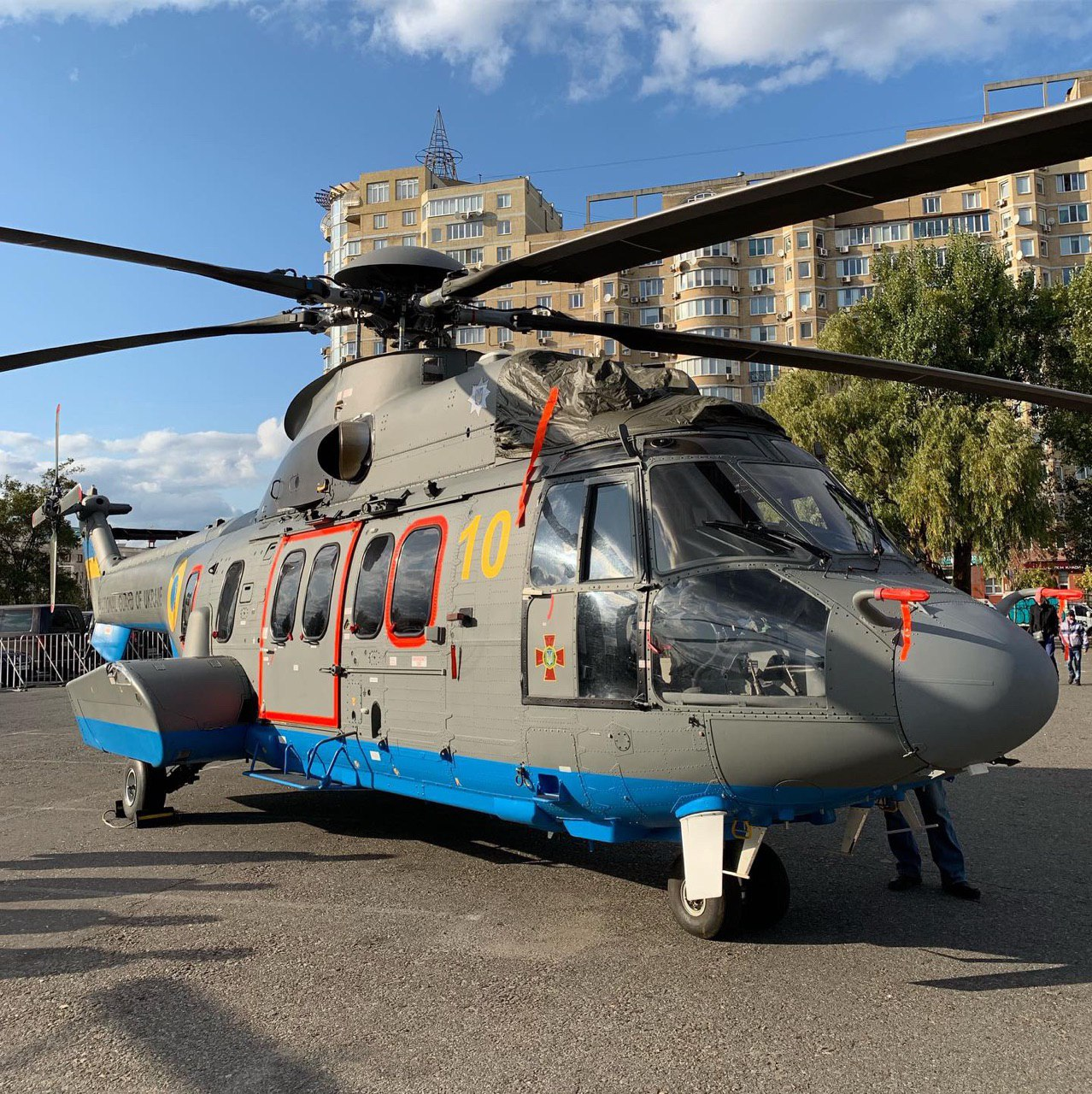
Бойова авіація Національної гвардії
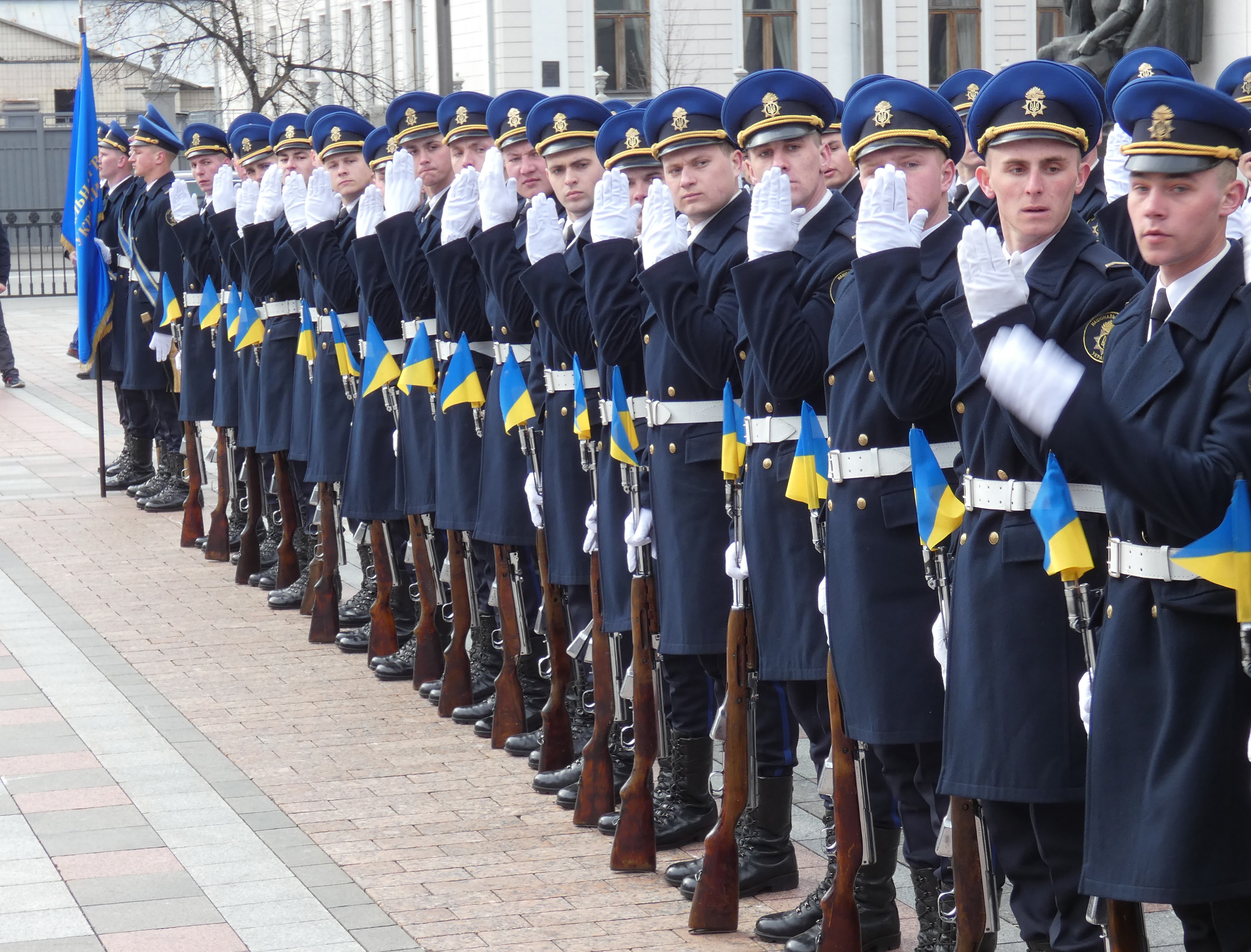
Почесна варта НГУ